# Nathalie André
Pour les articles homonymes, voir André.
 (novembre 2018).
Nathalie André, née le 25 mars 1962 à Paris, est une directrice artistique de radio et de télévision française.

## Biographie
Apprentie coiffeuse en 1978, Nathalie André se dirige en 1979 vers la publicité et travaille comme assistante puis chef de publicité dans l'agence Roumagnac & Ass. En 1983, elle est embauchée à NRJ par le fondateur de la station de radio, Max Guazzini dont elle devient l'assistante. En 1987, elle rentre sur La Cinq pour programmer les artistes de l'émission Childéric, aux côtés de Marie-France Brière, puis devient rédactrice en chef du magazine de rock Backstage. De 1989 à 1992, sous la direction d'Hervé Bourges, puis d'Yves Mourousi, elle devient directrice de la programmation musicale d'RMC, puis, rentre à TF1 et devient programmatrice des émissions de Guillaume Durand (Durand La Nuit et Toute la Ville en Parle). En 1994 elle rentre chez DMD Productions et travaille pour Michel Drucker. Elle programme toutes les personnalités de son émission quotidienne Studio Gabriel jusqu'en 1998[réf. souhaitée].
En 1998, elle décide de créer la première société de programmation indépendante, de personnalités pour les producteurs et les chaînes de télévision : NAO (musique, cinéma, théâtre, politique, sport, littérature…) et travaille, avec son équipe, sur plus de 3 000 émissions et pour toutes les chaînes : NAO (Nathalie André Organisation) (Star Academy, Les Victoires de la Musique, Stars à Domicile, Vis ma Vie, Ça se discute (J.-L. Delarue), La Grosse Émission (D. Farrugia) pour Comédie, Burger Quiz pour Canal +, Les NRJ Music Awards, Les Enfants de la Télé (Arthur), Rêve d'un jour (Arthur), le Sidaction…)[réf. souhaitée]. En 2001, elle cède à la société Endemol en demeurant directrice générale. NAO fait également du training coaching de personnalités, des clips et des scénographies pour les artistes sur les plateaux de télé. Fin de NAO en décembre 2010.
En 2003, elle est la directrice de la troisième saison de Star Academy sur TF1, remplaçant ainsi Alexia Laroche-Joubert.
En janvier 2011 (fin de son contrat avec Endemol), Rémy Pflimlin la nomme directrice des divertissements et des jeux de France 2. Mais après une série d'erreurs ("j'ai fait une connerie" déclarera-t-elle spontanément à propos de son choix de Lisa Angel pour l'Eurovision 2015) et une ribambelle d'échecs cinglants (consécutivement 22e, 23e, 26e, 25e places au concours de l'Eurovision) elle doit démissionner de son poste en juillet 2016.
En 2012, Nathalie André choisit de faire représenter la France par une chanson en anglais, un renoncement réprouvé par le public et le ministère de la Culture, qui se solda par une 22e place. En 2013, elle sélectionne "L'Enfer et moi" qui se classe plus mal encore (23e place). En 2014, Nathalie André aggrave la situation avec le choix de la chanson "Moustache" qui se classe 26e. En 2015, c'est avec la chanteuse Lisa Angell et la chanson N'oubliez pas que la France se classera 25e au Concours Eurovision de la chanson 2015,. Pour l'édition suivante, la direction des divertissements de France 2 choisit Amir Haddad qui atteindra une honorable 6e place,,.
Après avoir quitté France 2, elle devient la directrice des programmes d'Europe 1 en septembre 2016, succédant ainsi à Bruno Gaston,. Licenciée d'Europe 1 après une seule saison, elle obtient la condamnation de son ex-employeur aux Prud'hommes à lui verser 226 000 euros,.
En 2019, elle est en poste à la direction artistique du média en ligne Brut.
Le 20 novembre 2021, elle est nommée chargée de mission auprès du directeur de la station France Bleu, Jean-Emmanuel Casalta. En février 2022, elle est nommée au poste de directrice des programmes nationaux de la radio et succède à Frédéric Jouve,.
En 2024, elle laissera son poste de directrice des programmes à Yann Chouquet (ancien directeur des programmes de France Inter). Elle gardera un poste de directrice de la musique de France Bleu jusqu’à son départ de la station mi-mars 2025.